# Аита
Аита (Еита) е бог в етруската митология, владетел на подземното царство.
Известен е главно от изображения и надписи. Обикновено е изобразяван с брада и с шапка (шлем) от вълча глава. Неговите атрибути са корона и скиптър. Отъждествява се с древногръцкия бог Аид (Хадес). Като спътник на Аита е посочвано божеството Терсифай, съответстващо на древногръцката богиня Персефона.